# Eduard Radermacher
Eduard Gustav Radermacher, auch Ed Radermacher (* 16. Juli 1839 in Düsseldorf; † 5. Dezember 1905 in Rotterdam), war ein deutsch-niederländischer Fotograf.

## Leben

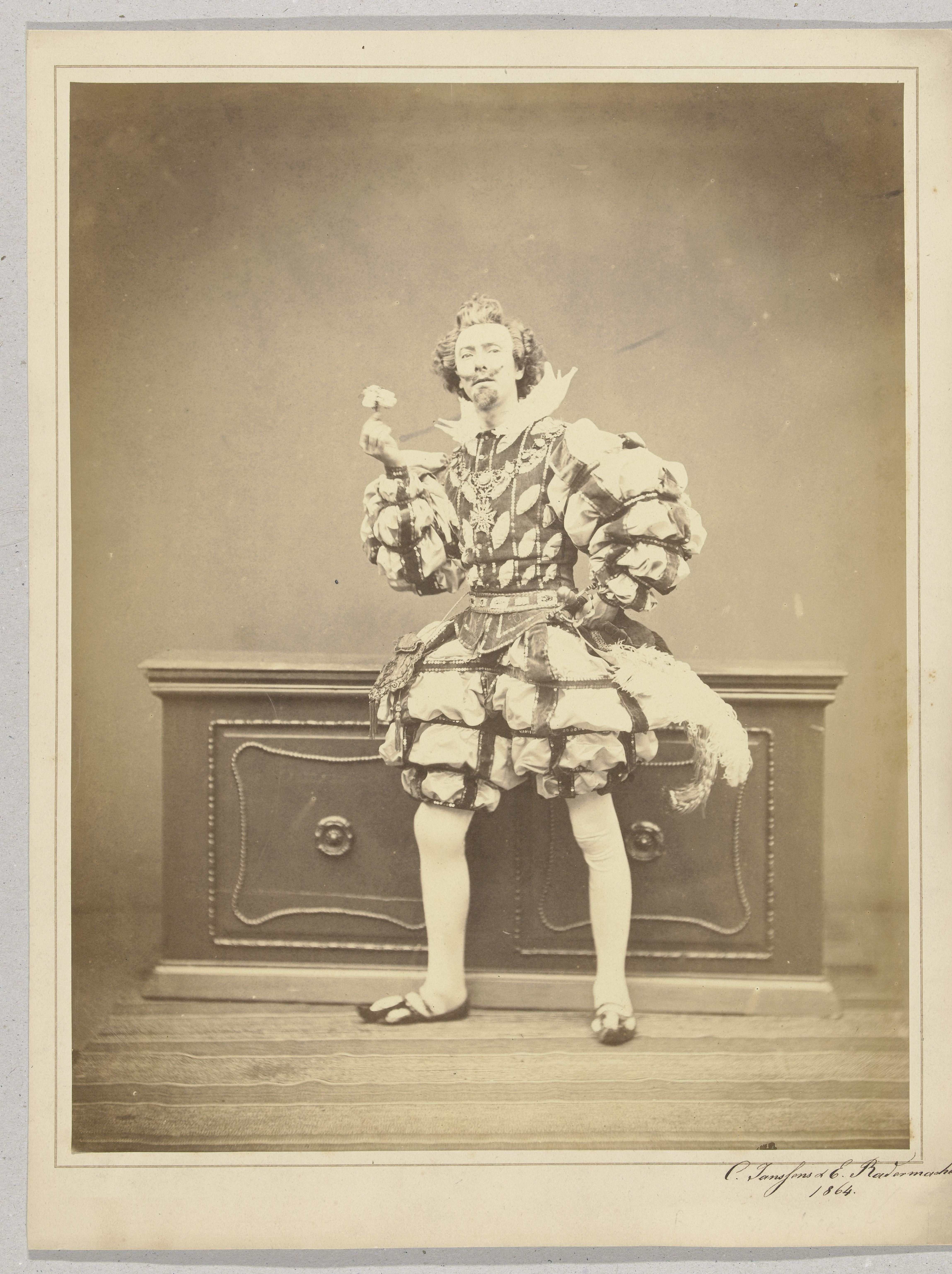
Porträt eines Schauspielers, 1864

Eduard Radermacher war Sohn des Düsseldorfer Malers und Fotografen Matthias Radermacher und dessen Ehefrau Josephina Haas. Er studierte 1858 an der Kunstakademie Düsseldorf. Dort besuchte er die Elementarklasse von Josef Wintergerst und Andreas Müller. Von Düsseldorf zog er nach Rotterdam und war dort von 1863 bis 1890 als Fotograf tätig, bis etwa 1868/1869 unter der Geschäftsadresse Janssens & Radermacher mit Constant Janssens (1835–1870). Am 21. Juli 1869 heiratete er in Hoorn die 22-jährige Kaufmannstochter Anna Best. 1894 gab er sein Rotterdamer Atelier für Porträtfotografie an Carsten Willem Theunisse (1868–1919) und Gerrit David Labots (1869–1959) weiter. Neben Bildnissen schuf er auch Architekturaufnahmen.